# Comitè Nacional Demòcrata
El Comitè Nacional Demòcrata (Democratic National Committee en anglès, també conegut per les seves sigles DNC) és el cos governant del Partit Demòcrata dels Estats Units.
El Comitè coordina l'estratègia per donar suport als candidats del Partit Demòcrata a tot arreu del país per a les eleccions locals, estatals i federals. També organitza la Convenció Nacional Demòcrata, que pren lloc cada quatre anys per a nominar i confirmar el candidat a la presidència dels Estats Units així com per formular la declaració de principis bàsics del partit. Tot i que dona suport als candidats del partit, no té cap autoritat sobre els funcionaris electes.
El Comitè Nacional Demòcrata està integrat pels directors (chairs) y vicedirectors (vice-chairs) de cada Comitè del Partit Demòcrata de cada estat i de més de dos cents membres electes per demòcrates a tots els cinquanta estats i territoris. El director general (chairperson) és elegit pel Comitè.
El Comitè Nacional Demòcrata es va establir a la Convenció Nacional Demòcrata de 1848.